# Il romanzo di Mozart - Il prediletto di Iside
Il prediletto di Iside (L'Aimé d'Isis) è il quarto e ultimo libro della tetralogia Il romanzo di Mozart scritta da Christian Jacq. In Francia è uscito nel 2006, mentre in Italia il 6 novembre dello stesso anno.

## Trama
La Rivoluzione Francese esplode con la presa della Bastiglia, segnando l'insurrezione del popolo francese contro la monarchia e il crollo dell'Ancien Regime, e intanto l'imperatore, la corte e il clero austriaci guardano con un crescente sospetto la massoneria, con le sue logge e i loro affiliati. Mozart rimane però fedele alla sua missione, ossia completare la Grande Opera, Il flauto magico, e rivelare i misteri di Iside e Osiride aprendo la via all'iniziazione egizia in Occidente, compiendo così la profezia di Thamos. Tuttavia, rimane pur sempre la schiera dei suoi oppositori, che invidiano il suo successo e mal sopportano il suo impegno massonico. Sentendo che il suo destino è scritto, un Mozart malato e stracolmo di debiti, ma spinto da una sorta di slancio premonitore, accetta da parte di un misterioso committente l'incarico di comporre la sua ultima opera: una messa da requiem.

## Personaggi
- Mozart
- Thamos

## Edizioni
- Christian Jacq, Il romanzo di Mozart - Il prediletto di Iside, traduzione di Federica Niola, collana Romanzi, Cairo Publishing, 6 novembre 2006,  p. 359, ISBN 978-8860520104.